# 13264 Abdelhaq
13264 Abdelhaq eller 1998 QD23 är en asteroid i huvudbältet som upptäcktes den 17 augusti 1998 av LINEAR i Socorro County, New Mexico. Den är uppkallad efter Aminah Abdelhaq.